# Notre Jeunesse (album)
Pour les articles homonymes, voir Notre Jeunesse.
Albums de Jérémie Bossone
Lili Perle
(2006) Clown Lyrique
(2008)
Notre Jeunesse est le deuxième album de Jérémie Bossone sorti en 2008.
À noter qu'il s'agit du premier album dans lequel apparaît la formation Jeunesse Parking.

## Chansons de l'album
| No  | Titre                    | Durée |
| --- | ------------------------ | ----- |
| 1.  | Not' France              | 2:42  |
| 2.  | La Vieille               | 3:38  |
| 3.  | Papillon                 | 4:47  |
| 4.  | Jeunesse Parking         | 6:12  |
| 5.  | Président                | 3:15  |
| 6.  | Leibniz                  | 5:06  |
| 7.  | Der Leiermann            | 3:10  |
| 8.  | Le Cœur                  | 3:23  |
| 9.  | Les Mémoires d'un Voleur | 10:03 |
| 10. | Le Printemps Avec Elle   | 2:37  |
| 11. | Le Clairon               | 4:22  |
| 12. | Scarlett                 | 4:38  |
| 13. | Jour de Bonheur          | 4:41  |
| 14. | Sur La Route             | 5:45  |

## Musiciens sur l'album
- Jérémie Bossone : voix, guitares, harmonica
- Sébastien Max Petit : guitare
- Nicolas Métois : basse, percussions
- Benjamin Bossone : batterie, piano, claviers